# Maukespreeuw
De maukespreeuw (Aplonis mavornata) is een uitgestorven zangvogel uit de familie Sturnidae (spreeuwachtigen). 

## Verspreiding en leefgebied
Deze soort was endemisch op Mauke, een eiland van de Cookeilanden.